# Albert Edelfelts ateljémuseum

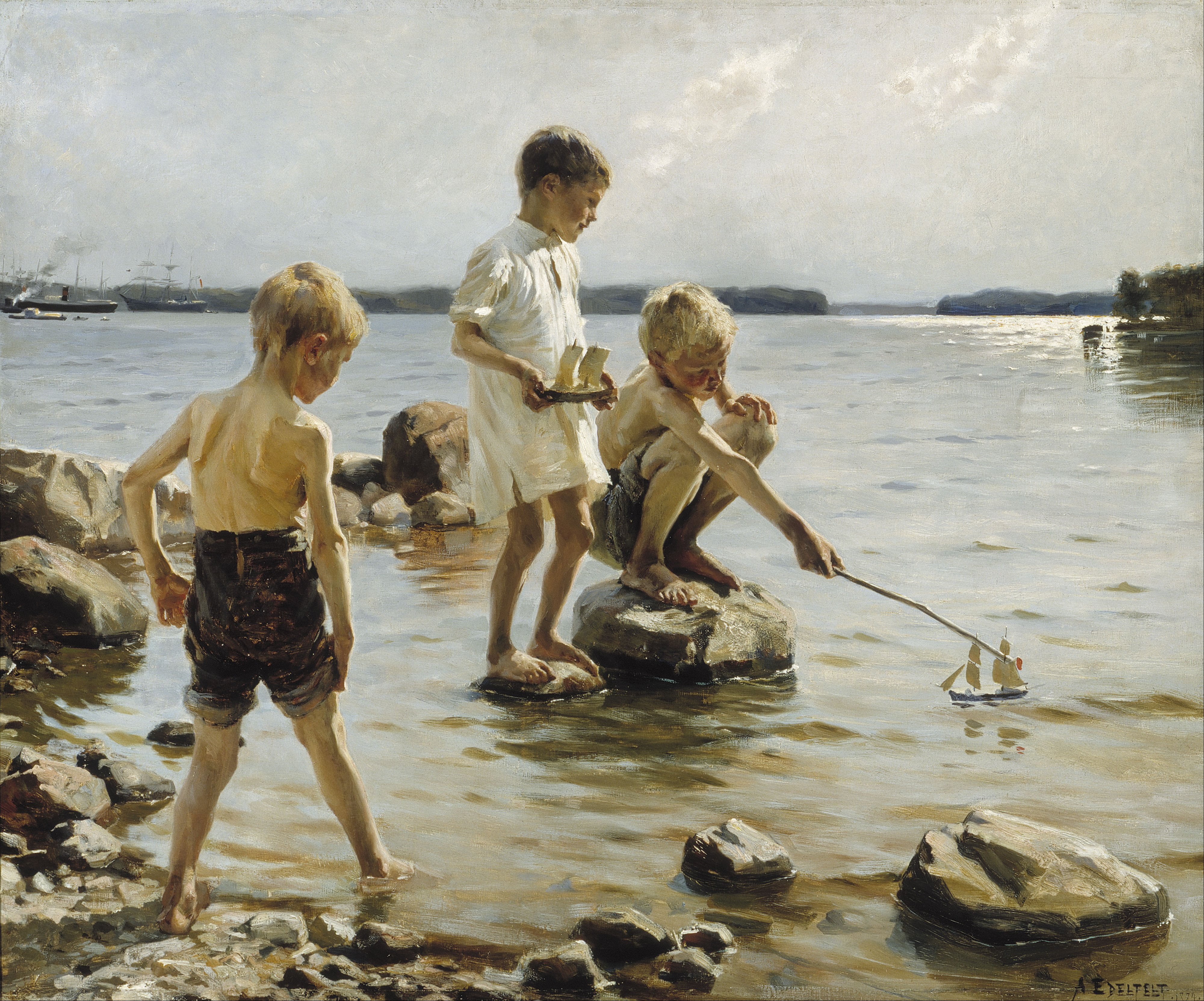
Lekande pojkar på stranden från augusti–oktober 1884 är en av många målningar som Albert Edelfelt målat i Haiko.

Albert Edelfelts ateljémuseum (finska: Albert Edelfeltin ateljeemuseo) är ett finländskt konstnärsmuseum vid Haiko gård i Borgå skärgård.
Albert Edelfelts mor Alexandra Edelfelt hyrde 1879 en sommarvilla nära havet på Haiko herrgård. Följande år köpte Edelfelt herrgårdens gamla förvaltarvilla. Sommaren 1883 lät han uppföra ateljén på samma tomt, för att underlätta målandet. 
Edelfelt dog i Haiko i augusti 1905.
Ateljén är sedan 1951 museum, i vilket visas teckningar, litografier och fotografier. Albert Edelfelt målade över 220 målningar i Haiko.